# Документация на программное обеспечение
Документа́ция на програ́ммное обеспе́чение — печатные руководства пользователя, диалоговая (оперативная) документация и справочный текст, описывающие, как пользоваться программным продуктом.
Документ — элемент документации: целевая информация, предназначенная для конкретной аудитории, размещенная на конкретном носителе (например, в книге, на диске, в краткой справочной карте) в заданном формате.
Программная документация — документы, содержащие в зависимости от назначения данные, необходимые для разработки, производства, эксплуатации, сопровождения программы или программного средства.

## Типы документации
Существует четыре основных типа документации на ПО:
- архитектурная/проектная — обзор программного обеспечения, включающий описание рабочей среды и принципов, которые должны быть использованы при создании ПО
- техническая — документация на код, алгоритмы, интерфейсы, API
- пользовательская — руководства для конечных пользователей, администраторов системы и другого персонала
- маркетинговая

### Архитектурная/проектная документация
Проектная документация обычно описывает продукт в общих чертах. Не описывая того, как что-либо будет использоваться, она скорее отвечает на вопрос «почему именно так». Например, в проектном документе программист может описать обоснование того, почему структуры данных организованы именно таким образом. Описываются причины, почему какой-либо класс сконструирован определённым образом, выделяются паттерны, в некоторых случаях даже даются идеи как можно будет выполнить улучшения в дальнейшем. Ничего из этого не входит в техническую или пользовательскую документацию, но всё это действительно важно для проекта.

### Техническая документация
При создании программы, одного лишь кода, как правило, недостаточно. Должен быть предоставлен некоторый текст, описывающий различные аспекты того, что именно делает код. Такая документация часто включается непосредственно в исходный код или предоставляется вместе с ним.
Подобная документация имеет сильно выраженный технический характер и в основном используется для определения и описания API, структур данных и алгоритмов.
Часто при составлении технической документации используются автоматизированные средства — генераторы документации, такие как Doxygen, javadoc, NDoc и другие. Они получают информацию из специальным образом оформленных комментариев в исходном коде, и создают справочные руководства в каком-либо формате, например, в виде текста или HTML.
Использование генераторов документации и документирующих комментариев многими программистами признаётся удобным средством, по различным причинам. В частности, при таком подходе документация является частью исходного кода, и одни и те же инструменты могут использоваться для сборки программы и одновременной сборки документации к ней. Это также упрощает поддержку документации в актуальном состоянии.

### Пользовательская документация
В отличие от технической документации, сфокусированной на коде и том, как он работает, пользовательская документация описывает лишь то, как использовать программу.
В случае если продуктом является программная библиотека, пользовательская документация и документация на код становятся очень близкими, почти эквивалентными понятиями. Но в общем случае, это не так.
Обычно, пользовательская документация представляет собой руководство пользователя, которое описывает каждую функцию программы, а также шаги, которые нужно выполнить для использования этой функции. Хорошая пользовательская документация идёт ещё дальше и предоставляет инструкции о том, что делать в случае возникновения проблем. Очень важно, чтобы документация не вводила в заблуждение и была актуальной. Руководство должно иметь чёткую структуру; очень полезно, если имеется сквозной предметный указатель. Логическая связность и простота также имеют большое значение.
Существует три подхода к организации пользовательской документации. Вводное руководство (англ. tutorial), наиболее полезное для новых пользователей, последовательно проводит по ряду шагов, служащих для выполнения каких-либо типичных задач. Тематический подход, при котором каждая глава руководства посвящена какой-то отдельной теме, больше подходит для совершенствующихся пользователей. В последнем, третьем подходе, команды или задачи организованы в виде алфавитного справочника — часто это хорошо воспринимается продвинутыми пользователями, хорошо знающими, что они ищут. Жалобы пользователей обычно относятся к тому, что документация охватывает только один из этих подходов, и поэтому хорошо подходит лишь для одного класса пользователей.
Во многих случаях разработчики программного продукта ограничивают набор пользовательской документации лишь встроенной системой помощи (англ. online help), содержащей справочную информацию о командах или пунктах меню. Работа по обучению новых пользователей и поддержке совершенствующихся пользователей перекладывается на частных издателей, часто оказывающих значительную помощь разработчикам.